# Trachymene cyanantha
Trachymene cyanantha är en flockblommig växtart som beskrevs av Boyland. Trachymene cyanantha ingår i släktet Trachymene och familjen flockblommiga växter. Inga underarter finns listade i Catalogue of Life.